# Lézerradar

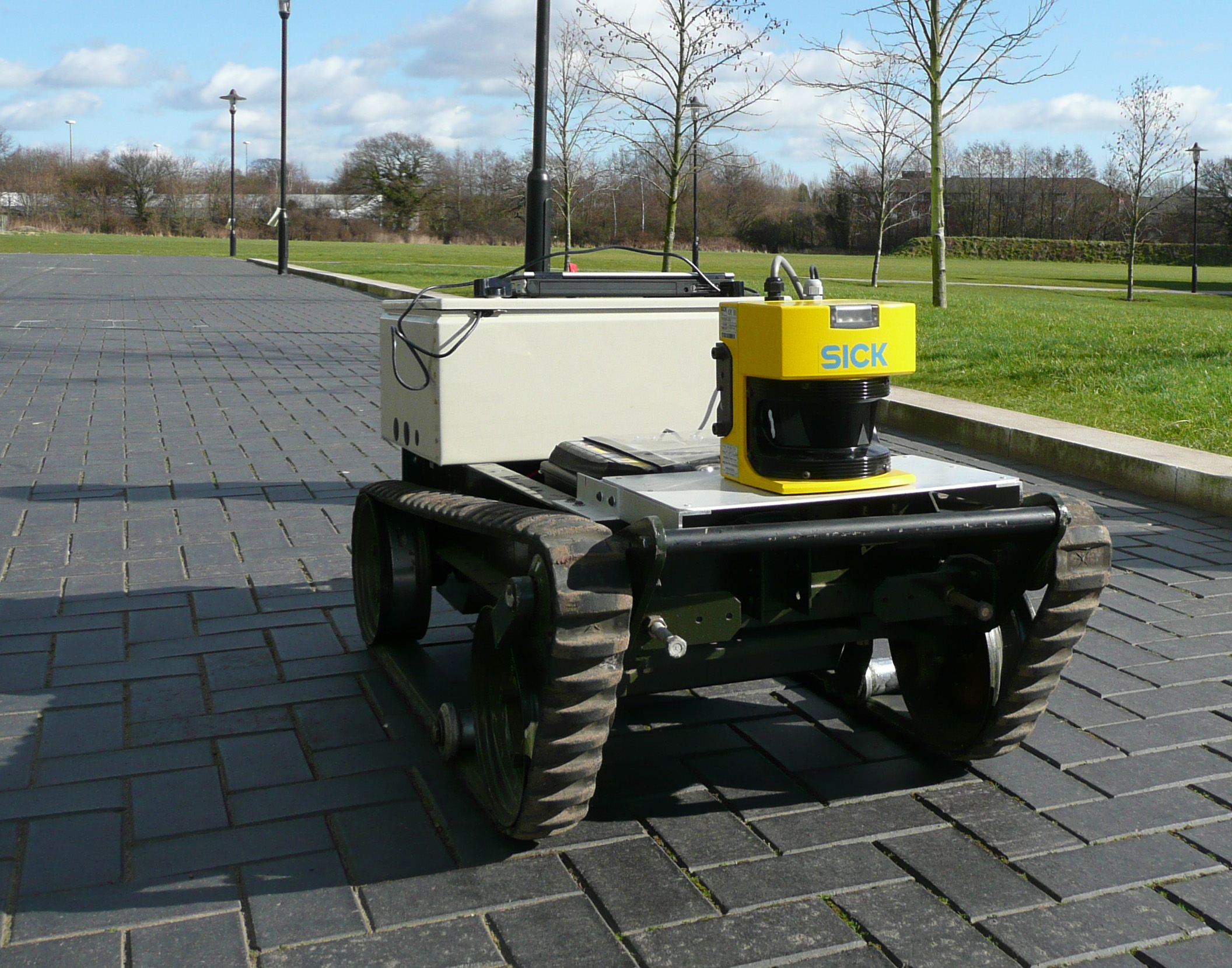
LIDAR-technológiát alkalmazó robot, ami a környezetében lévő tárgyak feltérképezésére alkalmas, és ki tudja kerülni az akadályokat

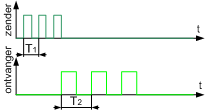
A kibocsátott és a visszaérkező impulzusok, ha a tárgy mozgásban van

A lézerradar (vagy LIDAR – az angol light fény és radar szavak összevonása; közkeletű tévedés, hogy a szintén angol Light Detection And Ranging kifejezésből alkotott mozaikszó lenne) optikai távérzékelő technológia, amivel elsődlegesen a céltárgy távolságát lehet meghatározni, jellemzően lézerfény-impulzusok kibocsátásával.
Alkalmazási területe igen szerteágazó: térképészet, régészet, földrajztudomány, geológia, geomorfológia, földrengéstudomány, erdőgazdálkodás, meteorológia, rendőrségi sebességmérés és légkörfizika.

## Működése
Lézeres adóból és optikai érzékelőből áll (amihez elektronikus jelfeldolgozó egység kapcsolódik). A lézer és az érzékelő pontosan azonos irányba néz.
A lézerradar ultraibolya, látható vagy közeli infravörös fényt alkalmaz, hogy megvilágítsa a céltárgyat. Az alkalmazott fény hullámhossza a céltárgytól függően 10 mikrométertől 250 nanométerig terjed. Egyébiránt működése megegyezik a radar elvével: az impulzusok a Doppler-effektusnak megfelelően késve érkeznek vissza a távolodó tárgyról, de mivel az itt használt hullámhossz kisebb, ezért a berendezés is kisebb méretű.
A légkör csillapító hatása miatt korlátozott a hatótávolsága, jóval kisebb, mint a radaré (max. néhányszor 10 km-re tehető).
Mozgó tárgy sebességének meghatározása:
{\displaystyle v=\left({\frac {T1}{T2}}-1\right)\cdot {\frac {c}{n}}}
v = a céltárgy sebessége, (m/s)

T = periódusidő, (s)

c = fénysebesség vákuumban (299 792 485 m/s)

n = fénytörési index

## Használata
Az eljárás nem-fémes tárgyak, kémiai összetevők, aeroszol, felhők alakja, mozgása, sőt egyetlen molekula vizsgálatára is alkalmas.
A lidar technológiát a NASA kulcsfontosságúnak tartja az automata és emberes leszálláshoz más égitesteken.

## Külső hivatkozások
- The USGS Center for LIDAR Information Coordination and Knowledge (CLICK) - A website intended to "facilitate data access, user coordination and education of lidar remote sensing for scientific needs."
- How Lidar Works
- LiDAR Research Group (LRG), University of Heidelberg